# Paul de Foix
Paul de Foix, né en 1528 et mort en 1584, est un prélat français du XVIe siècle, archevêque de Toulouse, un diplomate et un conseiller de la reine Catherine de Médicis.  
Il fait partie des huit magistrats arrêtés à la suite de la fameuse mercuriale (séance plénière du parlement) du 10 juin 1559 et conserva longtemps la  réputation d'être un sympathisant de la réforme protestante.

## Biographie
Paul est le fils de Jean de Foix, comte de Carmain et seigneur de Navailles (chef de la branche de Foix-Carmain, arrière-petit-fils de Jean de Carmain et d'Isabelle de Foix, héritière d'Archambaud de Foix, seigneur de Navailles) et de Madeleine de Caupenne. Il n'appartient pas directement à la grande famille des comtes de Foix mais en est issu par les femmes ; il descend, en ligne agnatique (par les mâles), de la famille Duèze, vicomtes puis comtes de Caraman (ou Carmain/Carmaing), et de Pierre Duèze, frère du pape Jean XXII.
Paul de Foix étudie le droit et la philosophie sous l'autorité de Jacques Charpentier et d'Augustin Niphus, et est nommé à l'âge de dix-neuf, conseiller clerc au parlement de Paris. Grâce au soutien de la reine Catherine de Médicis, il obtient la dispense de recevoir les ordres sacrés, lui donnant la possibilité de revenir plus tard à l'état laïque et de se marier au cas où son frère aîné le comte de Parmain mourrait sans enfant. 
Ami de Michel de L'Hospital, Paul de Foix appartient au cercle des moyenneurs, favorable à un rapprochement entre catholiques et protestants. Il fait partie des huit magistrats arrêtés le 10 juin 1559, à la suite des discours prononcés lors de la fameuse  Mercuriale du parlement de Paris. Embastillé, puis transféré au palais de la Cité à cause de sa santé chancelante, il est condamné, après sept mois de détention, le 8 janvier 1560. Il est condamné à se rétracter devant l'ensemble des magistrats réuni et l'entrée du parlement lui est interdit pendant un an.
La nomination de son ami L'Hospital à la tête de la chancellerie, puis la mort de François II et l'avènement au pouvoir de Catherine de Médicis lui permettent d'obtenir la révision de son procès. Il commence alors une carrière diplomatique. En 1561, il est ambassadeur en Angleterre, où il reste pendant quatre ans. Il est ensuite envoyé à Venise ; puis auprès de Emmanuel-Philibert de Savoie, de Guillaume de Mantoue, de François Ier de Médicis et du pape pour traiter des plus graves affaires. Il revint ensuite en Angleterre pour négocier un mariage entre la reine Elisabeth et le duc d'Anjou (futur Henri III). 
Homme de confiance de la reine Catherine, il devient en 1566 membre du Conseil privé du roi Charles IX. En 1577, il est nommé archevêque de Toulouse, et en 1579 ambassadeur à Rome, où il resta jusqu'à sa mort. Soupçonné d'avoir toujours des sympathies pour les idées protestantes, le pape ne reconnut sa nomination à l'archevêché de Toulouse qu'en 1582. Il meurt peu après, en 1584.